# Oscar Funcke
Oscar Funcke (* 17. Juni 1885 in Hagen; † 6. Juli 1965 ebenda) war ein deutscher Unternehmer und Politiker (FDP).

## Leben und Beruf
Oscar Funcke wurde in Hagen als Sohn des Schraubenfabrikanten Wilhelm Funcke III. geboren. Von 1910 bis 1947 führte er gemeinsam mit seinem Bruder Wilhelm Funcke IV. die elterliche Firma Funcke & Hueck, die seit der Gründung 1842 bis 1970 in Familienbesitz war.
Funcke engagierte sich in der Evangelischen Kirche und war z. B. von 1931 bis zu seinem Tode ehrenamtlicher Vorstand der Evangelischen Stiftung Volmarstein in Wetter (Ruhr). Des Weiteren war Oscar Funcke bis zu seinem Tod Mitglied des Corps Palaeo-Teutonia Aachen, in das er 1906 eintrat, sowie Mitglied im Industrie-Club Düsseldorf.
Seine Tochter war die Politikerin Liselotte Funcke.
Nach Oscar Funcke ist das 1967 erbaute „Oscar-Funcke-Haus“ der Evangelischen Stiftung Volmarstein benannt. Es ist ein Wohnheim für körperbehinderte Kinder und Jugendliche.

## Partei
Oscar Funcke war in der Weimarer Republik Mitglied der Deutschen Volkspartei. Nach dem Krieg versuchte er diese wieder zu beleben, schloss sich dann aber bereits 1946 der FDP an. Im Juni 1947 wurde er zum Vorsitzenden des Wirtschaftspolitischen Ausschusses der FDP in der Britischen Zone berufen, ein Amt, das er bis zur Gründung der Bundespartei 1948 innehatte.

## Abgeordneter
Vor 1933 war Funcke Mitglied des Stadtrats seiner Heimatstadt Hagen. Auch dem ersten ernannten Stadtrat nach dem Kriege gehörte Funcke wieder an.
Funcke zog am 14. September 1951 in den Deutschen Bundestag ein, als er für den ersten Präsidenten des Bundesverfassungsgerichtes Hermann Höpker-Aschoff nachrückte. Ab dem 26. Februar 1953 war er stellvertretender Vorsitzender des Beirates für Handelspolitische Vereinbarungen des Bundestages. Dem Parlament gehörte er bis zum Ende der ersten Legislaturperiode an. 1949 und 1954 gehörte er den ersten beiden Bundesversammlungen an, die jeweils Theodor Heuss zum Bundespräsidenten wählten.

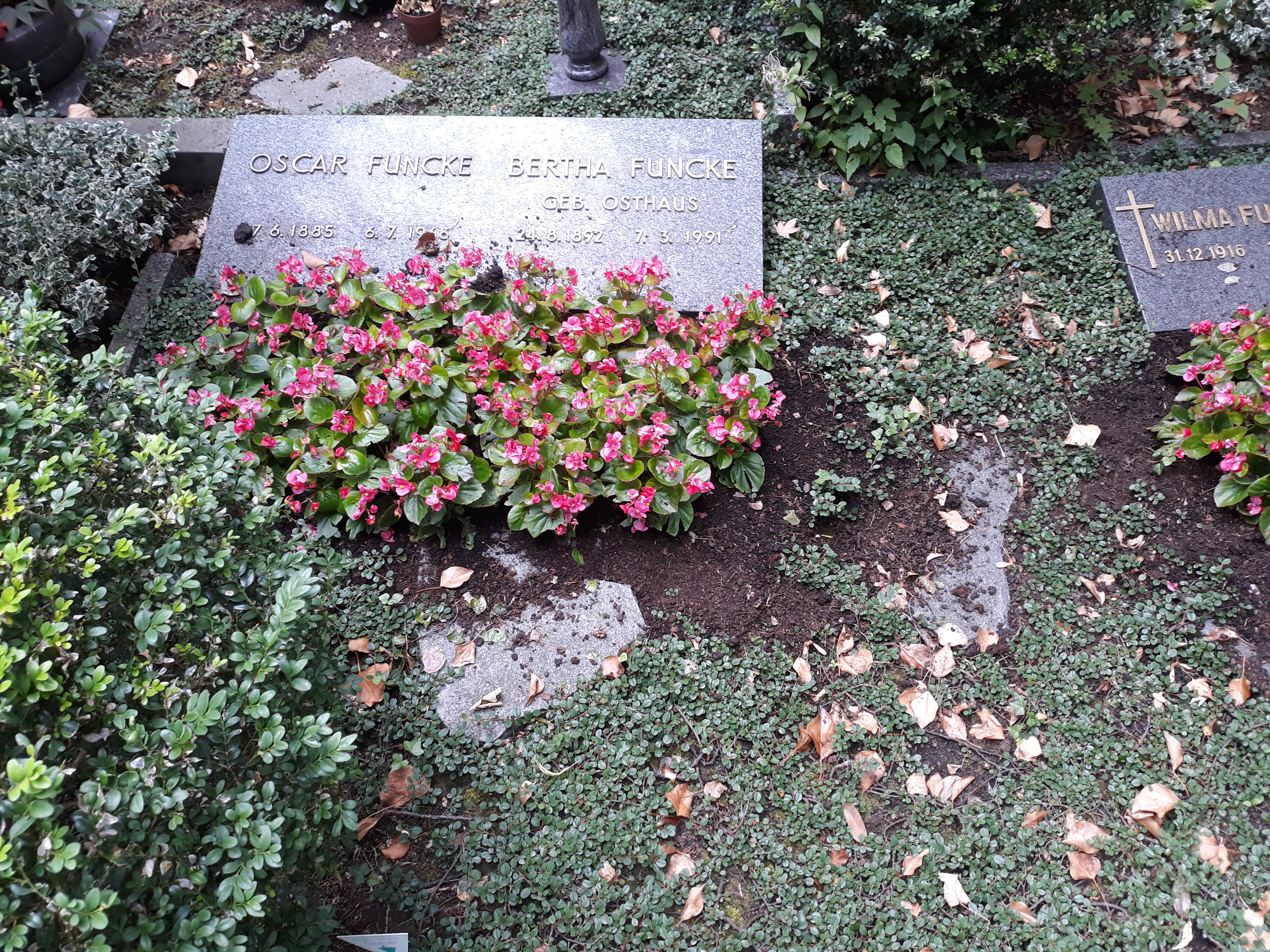
Das Grab von Oscar Funcke und seiner Ehefrau Bertha auf dem Buschey-Friedhof in Hagen.

Unterlagen zu seiner Tätigkeit für die FDP liegen im Archiv des Liberalismus der Friedrich-Naumann-Stiftung für die Freiheit in Gummersbach.

## Schriften
Oscar Funcke hat eine Geschichte des Unternehmens Funcke & Hueck verfasst, die auch autobiographische Passagen enthält und sich im Westfälischen Wirtschaftsarchiv in Dortmund befindet.
- Oscar Funcke: Der Kampf in der Eisenindustrie. Westfälische Verlagsanst. Thiebes, Hagen 1934, OCLC 833782094.
- Oscar Funcke: Mein politisches Testament. Teil 1. Westfäl. Verl.-Anst., Hagen 1951, OCLC 312566815.
- Oscar Funcke: Mein politisches Testament. Teil 2: 1952/53. Westfäl. Verl.-Anst., Hagen 1953, OCLC 312255504.